# Fabrice Jeannet
Fabrice Nicolas Jeannet (ur. 20 października 1980 w Fort-de-France) – francuski szermierz, szpadzista, trzykrotny medalista olimpijski, wielokrotny medalista mistrzostw świata.
Urodził się na Martynice. Na igrzyskach olimpijskich w Atenach w 2004 roku reprezentacja Francji w składzie: Érik Boisse, Fabrice Jeannet, Jérôme Jeannet i Hugues Obry zdobyła złoty medal w rywalizacji drużynowej. W zawodach indywidualnych zajął tam piąte miejsce. Podczas rozgrywanych cztery lata później igrzysk olimpijskich w Pekinie wspólnie z Jérôme'em Jeannetem i Ulrichem Robeirim zdobył kolejny złoty medal w zawodach drużynowych. Zdobył tam również srebrny medal indywidualnie, przegrywając w finale z Włochem Matteo Tagliariolem 9:15.
Podczas mistrzostw świata w Nîmes w 2001 roku zdobył brązowe medale indywidualnie i drużynowo. W zawodach drużynowych Francuzi z Jeannetem w składzie zdobywali następnie złote medale na mistrzostwach świata w Lizbonie (2002), mistrzostwach świata w Lipsku (2005), mistrzostwach świata w Turynie (2006) i mistrzostwach świata w Petersburgu (2007). Ponadto na mistrzostwach świata w Hawanie w 2003 roku zdobył złoty medal indywidualnie, rok wcześniej, a podczas mistrzostw świata w Lizbonie był drugi (przegrywając finał z Rosjaninem Pawłem Kołobkowem). Drugie miejsce w rywalizacji indywidualnie zajął także na mistrzostwach świata w Lipsku w 2005 roku (w finale ponownie ulegając Kołobkowowi).
Zdobył też złoto drużynowo na mistrzostwach Europy w Kijowie w 2008 roku oraz brąz drużynowo podczas mistrzostw Europy w Gandawie rok wcześniej.
Jego brat, Jérôme Jeannet, także został szpadzistą.